# Beyond the Red Mirror
Beyond the Red Mirror je desáté studiové album německé powermetalové hudební skupiny Blind Guardian. Vydáno bylo v lednu 2015 vydavatelstvím Nuclear Blast. Jedná se o konceptuální album rozdělené do šesti částí a navazující na příběh z textů alba Imaginations from the Other Side (1995). Hudebně se však kapela drží stylu zajetém na předchozích dvou albech At the Edge of Time (2010) a A Twist in the Myth (2006).

## Seznam skladeb
Hudbu složil(i) André Olbrich a Hansi Kürsch, není-li uvedeno jinak, texty napsal(i) Hansi Kürsch.
| I. The Cleansing of the Promised Land | I. The Cleansing of the Promised Land | I. The Cleansing of the Promised Land | I. The Cleansing of the Promised Land |
| Pořadí                                | Název                                 | Hudba                                 | Délka                                 |
| ------------------------------------- | ------------------------------------- | ------------------------------------- | ------------------------------------- |
| 1.                                    | The Ninth Wave                        | Olbrich, Matthias Ulmer, Kürsch       | 9:28                                  |
| 2.                                    | Twilight of the Gods                  |                                       | 4:50                                  |

| II. The Awakening | II. The Awakening   | II. The Awakening |
| Pořadí            | Název               | Délka             |
| ----------------- | ------------------- | ----------------- |
| 3.                | Prophecies          | 5:26              |
| 4.                | At the Edge of Time | 6:54              |

| III. Disturbance in the Here and Now | III. Disturbance in the Here and Now | III. Disturbance in the Here and Now | III. Disturbance in the Here and Now |
| Pořadí                               | Název                                | Hudba                                | Délka                                |
| ------------------------------------ | ------------------------------------ | ------------------------------------ | ------------------------------------ |
| 5.                                   | Ashes of Eternity                    |                                      | 5:39                                 |
| 6.                                   | The Holy Grail                       | Frederik Ehmke, Olbrich, Kürsch      | 5:59                                 |

| IV. The Descending of the Nine | IV. The Descending of the Nine | IV. The Descending of the Nine      | IV. The Descending of the Nine |
| Pořadí                         | Název                          | Hudba                               | Délka                          |
| ------------------------------ | ------------------------------ | ----------------------------------- | ------------------------------ |
| 7.                             | The Throne                     | Olbrich, Charlie Bauerfeind, Kürsch | 7:54                           |

| V. The Fallen and the Chosen One | V. The Fallen and the Chosen One | V. The Fallen and the Chosen One | V. The Fallen and the Chosen One |
| Pořadí                           | Název                            | Hudba                            | Délka                            |
| -------------------------------- | -------------------------------- | -------------------------------- | -------------------------------- |
| 8.                               | Sacred Mind                      |                                  | 6:22                             |
| 9.                               | Miracle Machine                  | Michael Schüren, Kürsch          | 3:03                             |

| VI. Beyond the Red Mirror | VI. Beyond the Red Mirror | VI. Beyond the Red Mirror |
| Pořadí                    | Název                     | Délka                     |
| ------------------------- | ------------------------- | ------------------------- |
| 10.                       | Grand Parade              | 9:28                      |
| Celková délka:            | Celková délka:            | 65:03                     |

## Obsazení
- Hansi Kürsch – basová kytara, zpěv
- André Olbrich – kytary, doprovodný zpěv
- Marcus Siepen – kytary, doprovodný zpěv
- Frederik Ehmke – bicí

Hosté
- Barend Courbois – basová kytara
- Michael Schüren – piano
- Mattias Ulmer – klávesy, piano
- Thomas Hackmann, William King, Olaf Senkbeil – chorály
- FILMharmonic Orchestra Prague – orchestrace, chorály
- Hungarian Studio Orchestra Budapest – orchestrace, chorály
- Vox Futura Choir Boston – chorály